# Joan Cusack
Joan Mary Cusack (Nova Iorque, 11 de outubro de 1962) é uma atriz americana. É irmã do ator John Cusack. É mais conhecida por interpretar Sheila Jackson no show de drama/comédia do canal Showtime Shameless.

## Filmografia
- Cutting Loose (1980)
- My Bodyguard (1980)
- Class (1983)
- Sixteen Candles (1984)
- Grandview, U.S.A. (1984)
- The Allnighter (1987)
- Broadcast News (1987)
- Stars and Bars (1988)
- Married to the Mob (1988)
- Working Girl (1988)
- Say Anything… (1989)
- Men Don't Leave (1990)
- My Blue Heaven (1990)
- The Cabinet of Dr. Ramirez (1991; também escreveu)
- Hero (1992)
- Toys (1992)
- Addams Family Values (1993)
- Corrina, Corrina (1994)
- Nine Months (1995)
- Two Much (1995)
- Mr. Wrong (1996)
- Grosse Pointe Blank (1997)
- A Smile Like Yours (1997)
- In & Out (1997)
- Arlington Road (1999)
- Cradle Will Rock (1999)
- Runaway Bride (1999)
- Toy Story 2 (1999) (voz)
- High Fidelity (2000)
- Where the Heart Is (2000)
- What About Joan (2001) (televisão)
- It's a Very Merry Muppet Christmas Movie (2002)
- School of Rock (2003)
- Looney Tunes: Back in Action (2003)
- Raising Helen (2004)
- The Last Shot (2004)
- Ice Princess (2005)
- Chicken Little (2005) (voz)
- Friends with Money (2006)
- War, Inc. (2007)
- Martian Child (2007)
- Kit Kittredge: An American Girl (Kit - Uma Garota Especial) (2008)
- My sister's keeper (2009)
- Confessions of a Shopaholic (Os Delírios de Consumo de Becky Bloom) (2009)
- Toy Story 3 (2010; voz)
- Hoodwinked Too! Hood vs. Evil (2011; voz)
- Mars Needs Moms (2011; voz)
- Hawaiian Vacation (2011; voz)
- Shameless (2011-presente)
- Small Fry (2011; voz)
- Arthur Christmas (2011; voz)
- As Vantagens de Ser Invisível (2012)
- Guerra dos Monstros (2015)
- Desventuras em Série (2017; Juiza Strauss)
- Viagem das Loucas (2017; Barb)
- Toy Story 4  (2019; voz)
- Let It Snow (2019)

## Prêmios e indicações
Oscar
- Recebeu duas indicações na categoria de "Melhor Atriz (coadjuvante/secundária)" por Uma secretária de futuro (1988) e Será que ele é? (1997).

Globo de Ouro
- Recebeu uma indicação na categoria de "Melhor Atriz (coadjuvante/secundária)" por Será que ele é? (1997).

Emmy Awards
- Recebeu um prêmio na categoria de "Melhor atriz (convidada em série de comédia)" por Shameless (2015).